# پاندرزا پاینز (مونتانا)
پاندرزا پاینز (به انگلیسی: Ponderosa Pines) یک منطقهٔ مسکونی در ایالات متحده آمریکا است که در شهرستان گالاتین، مونتانا واقع شده‌است. پاندرزا پاینز ۱۰۲٫۳۳ کیلومتر مربع مساحت و ۳۳۶ نفر جمعیت دارد و ۱٬۳۲۷ متر بالاتر از سطح دریا واقع شده‌است.